# 馬自達清
馬自達清（日语：マツダ・清〔きよら〕；Mazda Kiyora）是一款由日本馬自達汽車公司開發的概念車。

## 概要

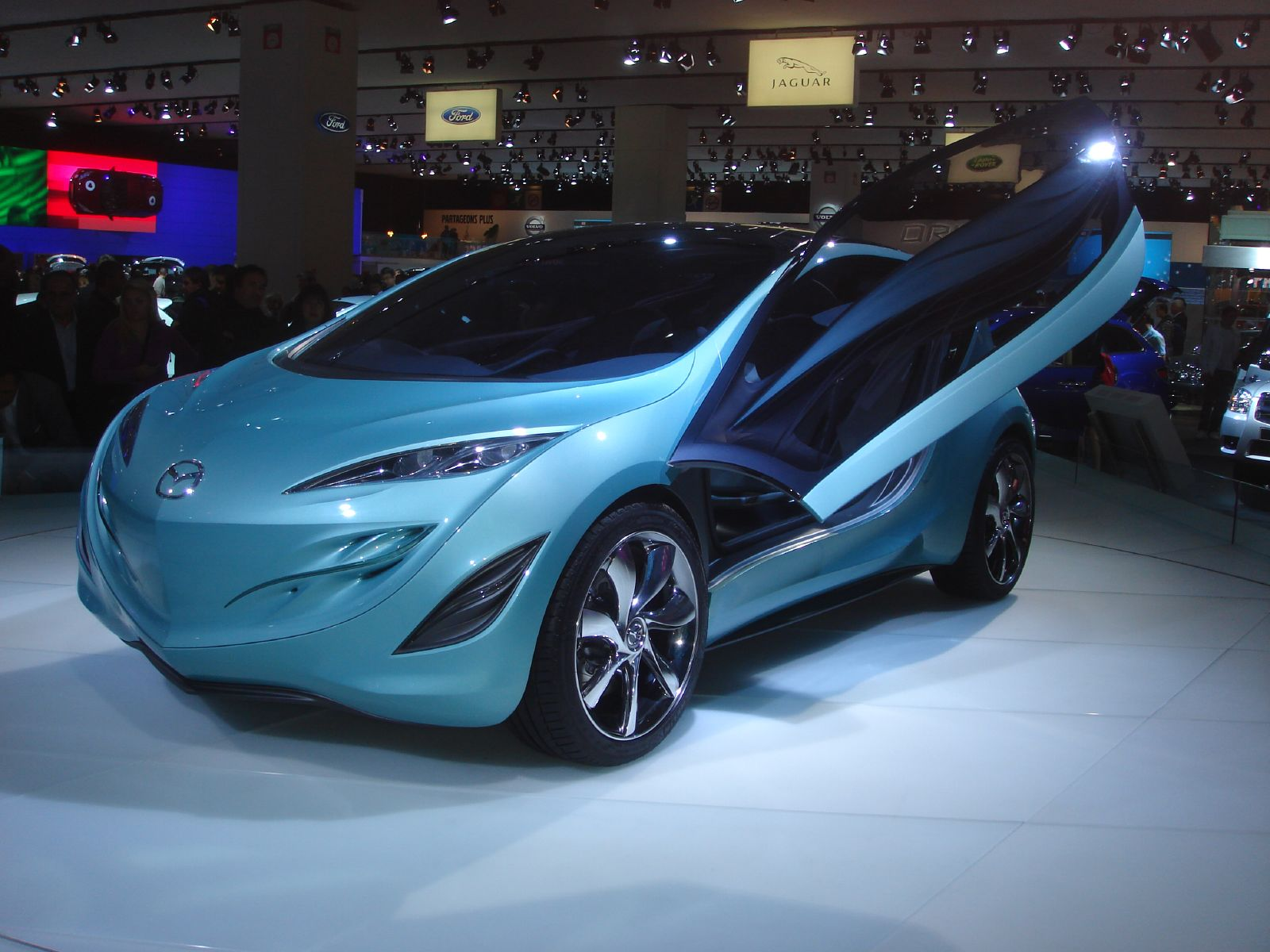
馬自達清

此款概念車發表於2008年巴黎國際車展上，是馬自達計畫用以取代現行馬自達2的次世代車款。
馬自達清針對年輕階層的都市人口設計，採用新開發的SKY-G 1.3L缸內直噴引擎，包含i-Stop引擎怠速熄火功能，搭配全新SKY-Drive六速自排變速箱。加上車身結構以輕量化為目標，比現行同級車輕了100公斤，因此油耗創下32km/L的表現，二氧化碳排放量亦只有90g/km；而車門則採用鍘刀式車門的設計。
該款概念車的儀表板採用觸控功能，駕駛者可以觸控方式完成車輛的行進。另外值得注意的是它的車頂，可以收集雨水並加以過濾，收集至車內容器以便乘客飲用。

## 車輛規格
- 全長：3,770mm
- 全寬：1,685mm
- 全高：1,350mm
- 軸距：2,495mm
- 座位：2+2
- 引擎：SKY-G 1.3L缸內直噴引擎（含i-Stop引擎怠速熄火功能）
- 變速系統：SKY-Drive六速自排變速
- 煞車動能回充系統

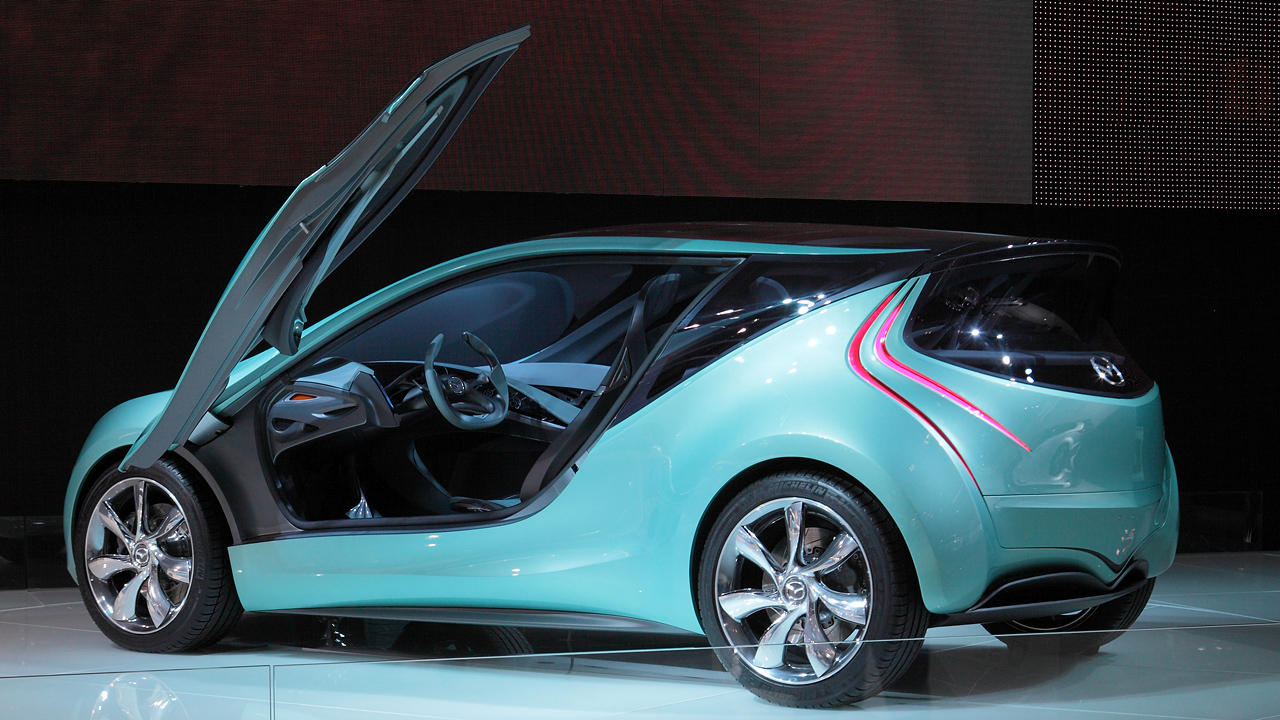
車門掀開貌
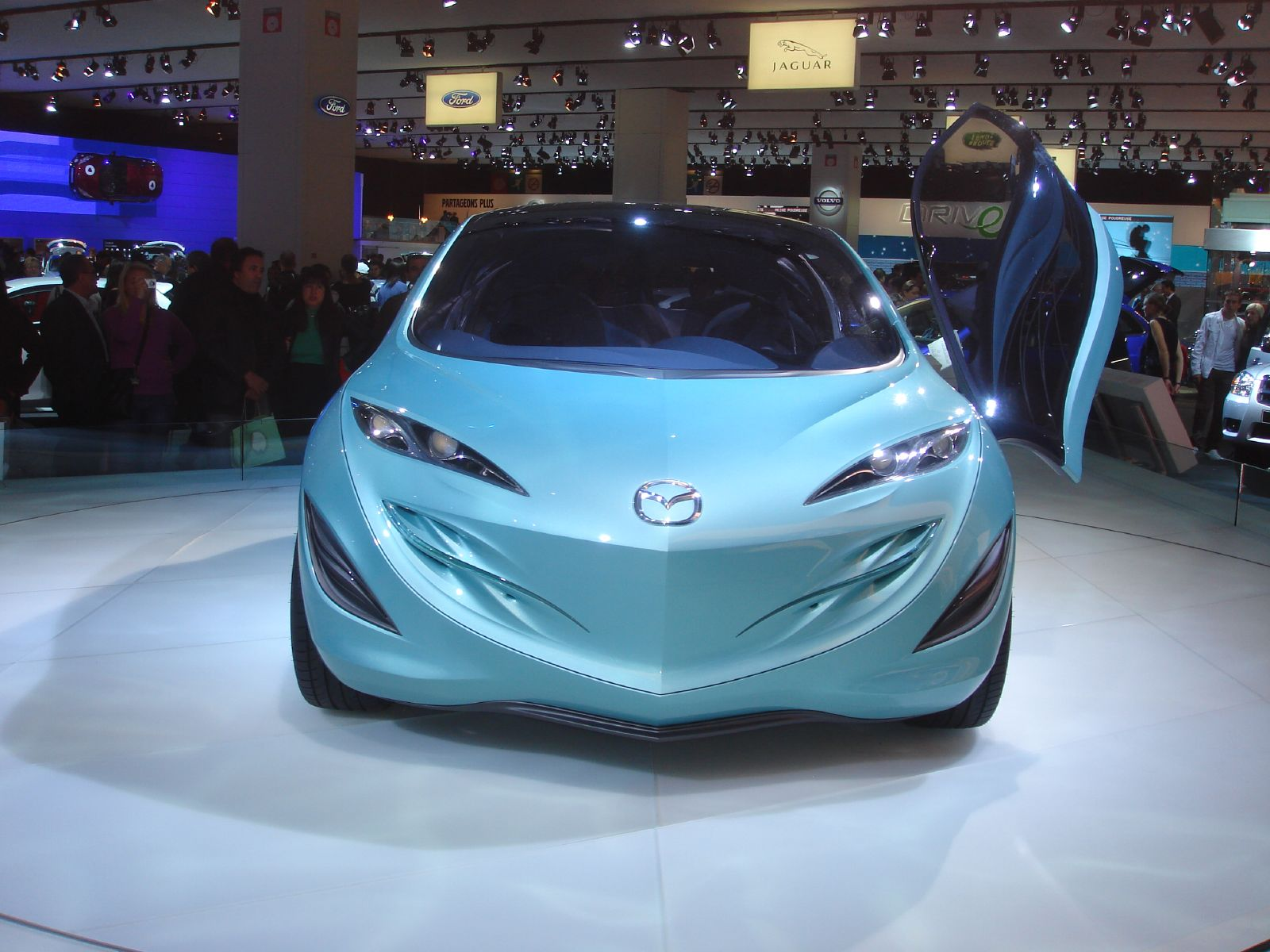
車頭
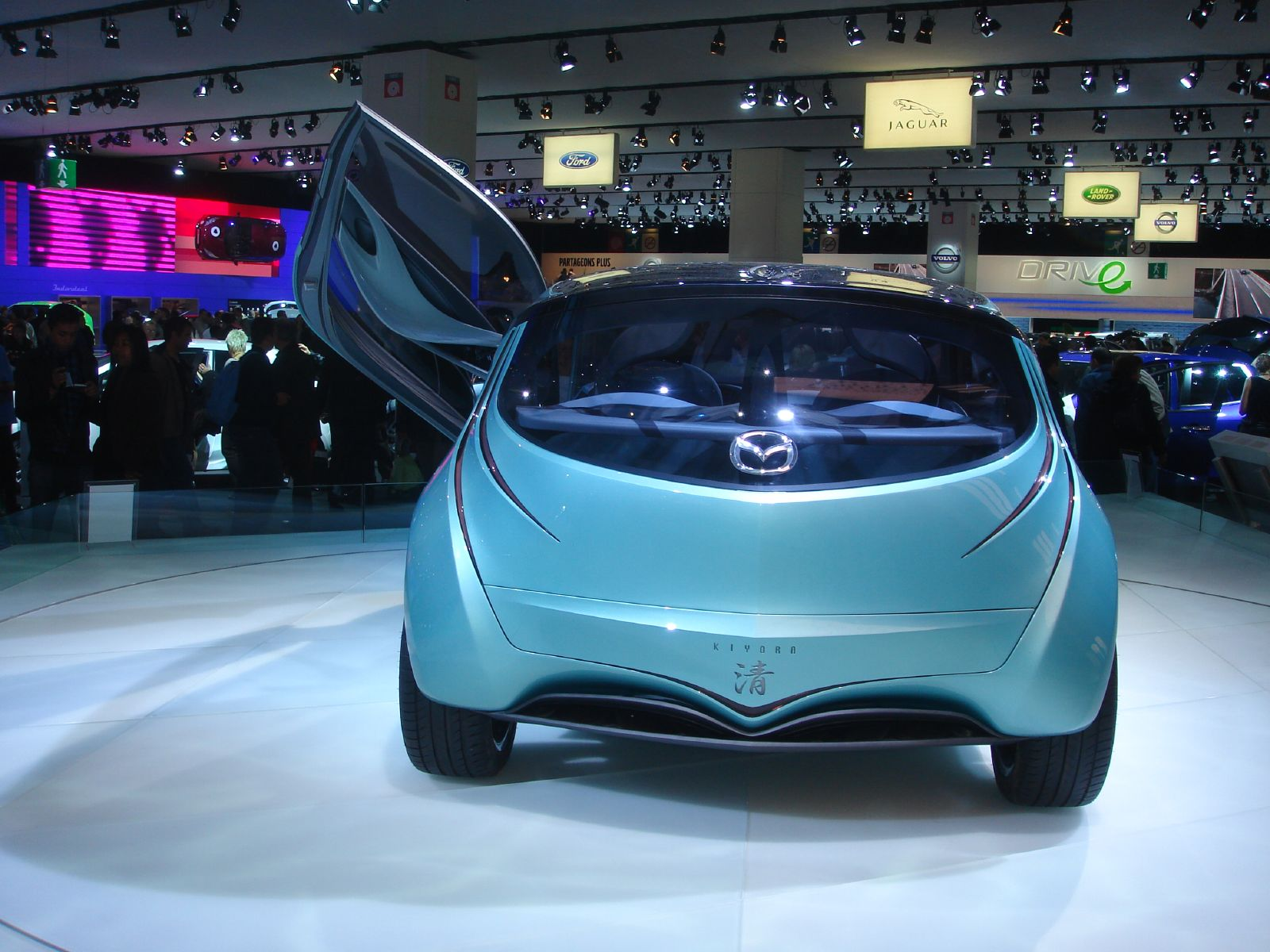
車尾
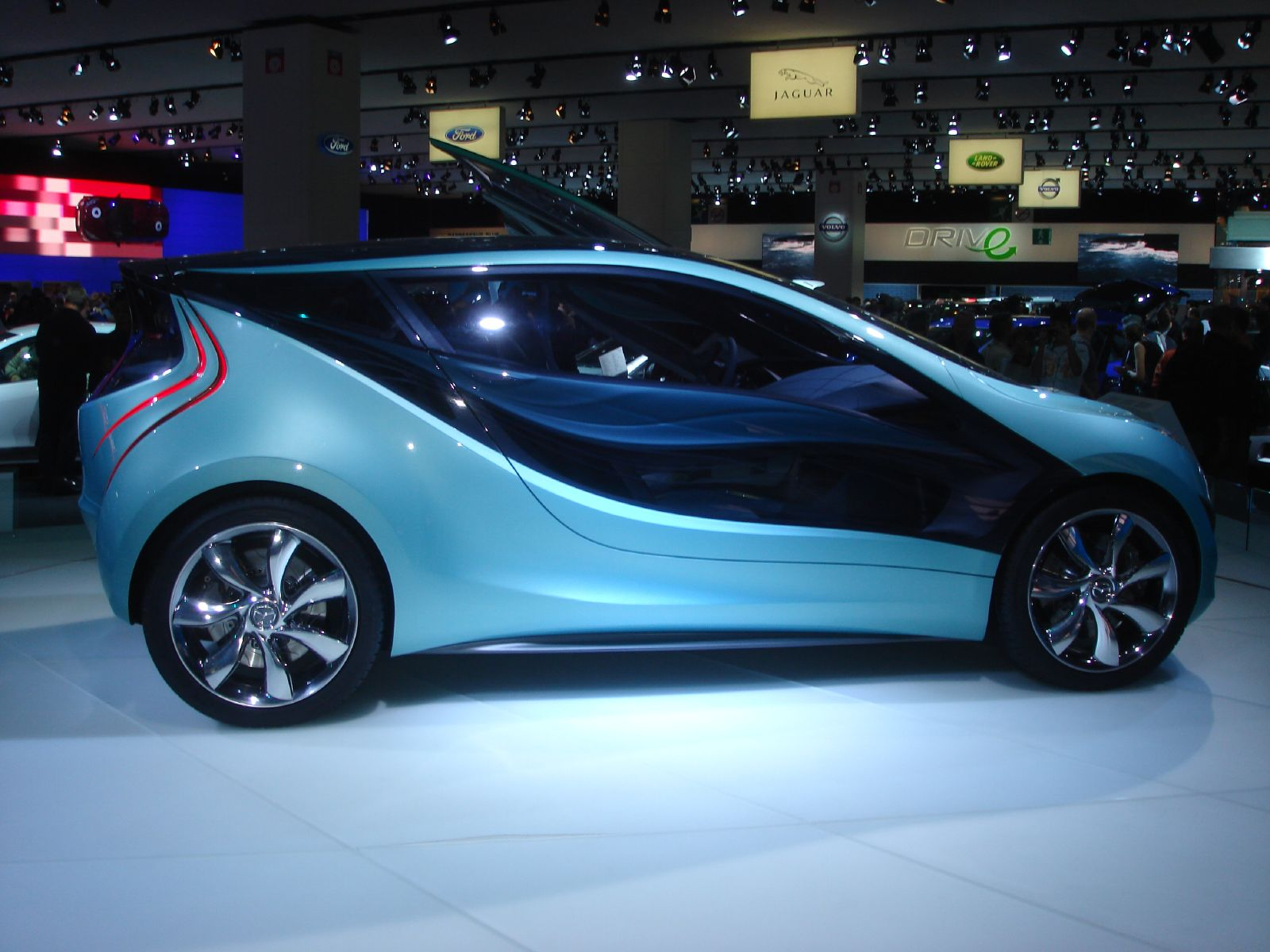
車側

## 外部連結
- （英文） 馬自達官方網站
- （日語） 馬自達官方網站新聞稿[永久]